# Chloridolum chapaense
Chloridolum chapaense là một loài bọ cánh cứng trong họ Cerambycidae.